# Maggie Savoie
 (avril 2025).
Maggie Savoie (née le 24 février 1986 à Kedgwick, au Nouveau-Brunswick) est une autrice-compositrice-interprète et multi-instrumentiste acadienne. Son œuvre navigue entre le folk, le rock et la chanson francophone, avec une signature marquée par la poésie des territoires qu’elle habite et traverse.

## Biographie
Autodidacte, Maggie Savoie apprend la guitare à l'âge de dix ans, puis la batterie à quinze ans. Elle étudie brièvement la guitare classique à l’Université de Moncton avant de délaisser la musique pour voyager pendant plusieurs années. En 2015, elle amorce un retour à la création musicale avec l’album Le Sage du bois de chauffage, une auto-production réalisée dans l’intimité de son domicile.
Depuis, elle a lancé plusieurs albums et EPs, dont On court (2017), Tumeur à l’égo (2018), et Appalaches (2021). Ce dernier album marque un tournant dans sa carrière, lui valant des spectacles majeurs au Nouveau-Brunswick, au Québec et à l’international, ainsi qu'une tournée accompagnée exclusivement de musiciennes.

## Carrière

### Musique
Savoie se distingue par une présence scénique affirmée, une capacité à fusionner poésie, humour et introspection, et par une approche artisanale de la création sonore. Elle s’est produite dans plusieurs festivals reconnus, dont les Francos de Montréal,, le Festival Acadien de Caraquet, le Festival de la chanson de Petite-Vallée, et le Festival Interceltique de Lorient en France. Elle a également collaboré à plusieurs projets télévisuels et radiophoniques (Radio-Canada, Unis TV, CBC Halifax).
En tant que musicienne polyvalente, Maggie Savoie a collaboré avec plusieurs artistes de la scène francophone, prêtant ses talents de guitariste, de batteuse et d’arrangeuse à une grande diversité de projets. Elle a accompagné Chloé Breault en tournée au Canada et en France, contribué aux arrangements de guitare sur l’album de Francine McClure, et partagé la scène avec Caroline Savoie, notamment dans des prestations collectives et événements musicaux. Elle a également travaillé aux côtés de Sylvie Boulianne, avec qui elle partage une sensibilité artistique marquée par l’authenticité et l’intensité scénique. Membre du groupe Les Bluecharms, elle y a co-réalisé un EP et participé à des tournées, dont une en France. Ces nombreuses collaborations témoignent de sa grande adaptabilité artistique et de son engagement dans la création musicale collaborative au sein de la francophonie canadienne.
En parallèle de ses projets artistiques, elle s’implique régulièrement dans l’enseignement, la médiation culturelle et les projets scolaires, notamment au sein de la Société culturelle des Hauts-Plateaux.

#### Discographie (sélection)
- Le Sage du bois de chauffage (2015)
- On court (EP, 2017)
- Tumeur à l’égo (2018)
- Appalaches (2021)

### Théâtre
En parallèle de sa carrière musicale, Maggie Savoie explore également les arts de la scène. En 2016, elle fait partie de la distribution du spectacle L’Acadie, un pays qui se raconte, présenté en tournée en Europe. Ce projet multidisciplinaire, mêlant musique, théâtre et récit, lui permet de marier sa sensibilité musicale à une forme de narration scénique.
En 2024, elle rejoint l’équipe de création du spectacle Hippocampe, une œuvre de l’auteur et metteur en scène Marc-André Charron produite par Satellite Théâtre. Dans cette pièce à mi-chemin entre concert et théâtre, elle signe la composition et l’interprétation musicale en direct, accompagnant la trame narrative par une présence scénique incarnée et une atmosphère sonore évocatrice. Hippocampe aborde les thèmes du deuil, de l’anxiété et de la parentalité avec une grande délicatesse, et la contribution musicale de Savoie y joue un rôle central dans l’émotion et le rythme du récit.

## Distinctions
- Prix MNB Awards - Chanson de l'année pour Comme un arbre (2024)[19]
- Prix MNB Awards – Enregistrement de l’année et chanson de l’année (2022)[20]
- Prix ROSEQ – Francofête en Acadie (2021)
- Prix Édith Butler de la SPACQ (2021)[21],[22]
- Prix MNB Awards - Meilleur album solo de l’année (2019)

## Affiliations
Maggie Savoie est membre de plusieurs sociétés de gestion collective dont la SOCAN, SOPROQ, UDA, ARTISTI et SODRAC.